# ألاستير كامبل (صحفي)
ألاستير كامبل (بالإنجليزية: Alastair Campbell) (و. 1957  م) هو صحفي، وكاتب يوميات، وروائي، وسياسي بريطاني، هو عضوٌ حزب العمال.

## مناصب
تولى منصب مدير الاتصالات (15 يوليو 2000–29 أغسطس 2003)
- مدير الاتصالات في داوننغ ستريت [الإنجليزية]‏ (15 يوليو 2000–29 أغسطس 2003)
- السكريتير الصحفي لرئاسة الوزراء البريطانية [الإنجليزية]‏ (2 مايو 1997–15 يوليو 2000)

.

## التعليم
تعلم في كلية غنفيل وكيوس
.

## وصلات خارجية
- ألاستير كامبل على موقع IMDb (الإنجليزية)
- ألاستير كامبل على موقع ميوزك برينز (الإنجليزية)

- ألاستير كامبل في قاعدة بيانات الأفلام على الإنترنت